# Søpapegøjernes ø
Søpapegøjernes ø er en irsk animationsserie fra 2015.

## Handling
Livet er skønt på den smukke Lundeklippe, hvor Oona, hendes lillebror Baba og deres kammerater lærer om naturen, venskab og familie.

## Danske stemmer[2]
| Fortæller  | Søren Launbjerg          |
| Una        | Marie Dietz              |
| Baba       | Vitus Magnussen          |
| Mossi      | Frederik Keller          |
| Mama Lunde | Laura Drasbæk            |
| Papa Lunde | Henrik Prip              |
| Otto       | Joachim Siggård          |
| Silki      | Chanel Adzioski          |
| Maj        | Andrea Chacon Hansen     |
| Fie        | Iris Mealor Olsen        |
| Bjarne     | Henrik Koefoed           |
| Pip        | Sarah Valentin Siggaard  |
| Pop        | Lui Trampedach Mortensen |

## Afsnit
| Sæson | Afsnit | Historier                                                     |
| ----- | ------ | ------------------------------------------------------------- |
| 1     | 1      | Lundelærlingene / Det mystiske æg / Supermånen                |
| 1     | 2      | Den skinnende skal / Fredelige Fie / En seng af fjer          |
| 1     | 3      | Mågeredderne / De forsvundne bær / Lys i mørket               |
| 1     | 4      | Forårsregn / Fugledetektiven / Bjarnes sneglehus              |
| 1     | 5      | Hop, svøm og flyv / Hoppeleg til havs / En støjende stær      |
| 1     | 6      | Et ordentligt uvejr / Baba på eventyr / Søpapegøjernes sang   |
| 1     | 7      | Kapløbet / Silkis rutsjebane / Pjuskede fjer                  |
| 1     | 8      | Bjarne på havet / Den tågede dag / Løb, bask, flyv            |
| 1     | 9      | Følg søpapgøjen / Find lunden / Den fortabte hval             |
| 1     | 10     | Fart over feltet / Babas ven / Flyveturen                     |
| 1     | 11     | Silkis søheste / En kold dag på Lunde-klippen / Babas frokost |
| 1     | 12     | Den hemmelige grotte / Det tomme skjold / Vent på mig!        |
| 1     | 13     | Mossi flytter hjemmefra / Oversvømmelse / Godnat og sov godt  |